# Коновал, Карин
Ка́рин Ко́новал (англ. Karin Konoval; род. 4 июня 1961) — американская актриса, которая появлялась в главных ролях во многих телесериалах и в ролях второго плана во многих полнометражных фильмах. Её роли включают «Орангутана Мориса» в фильмах «Восстание планеты обезьян», «Планета обезьян: Революция», «Планета обезьян: Война», «Миссис Пикок» в эпизоде «Дом» сериала «Секретные материалы» и «Мэри Леонард» в фильме «Cable Beach», за который она получила премию Филипа Борсоса. Она получила множество наград за свои работы в театре.
Карин родилась в Балтиморе, Мэриленд. Она переехала в Канаду вместе с семьёй когда она была ребёнком и выросла в Эдмонтоне, Альберте, где изначально она училась танцам. После окончания Университета Альберты со степенью бакалавра по истории театра, она переехала в Ванкувер, Британскую Колумбию в поисках актёрской карьеры. Её письма были опубликованы во многих журналах и транслированы на CBS Radio. Как у художника, у неё есть сольные галерейные выставки её картин для растущей аудитории.

## Избранная фильмография
| Год  | Название                            | Оригинальное название                   | Роль                     | Примечания                               |
| ---- | ----------------------------------- | --------------------------------------- | ------------------------ | ---------------------------------------- |
| 1995 | За гранью возможного                | The Outer Limits                        | Сара                     | 1 эпизод                                 |
| 1997 | Тысячелетие                         | Millennium                              | доктор Анджела Хорват    | 3 эпизода                                |
| 2001 | Белоснежка                          | Snow White: The Fairest of Them All     | старуха                  |                                          |
| 2002 | Джон Доу                            | John Doe                                | Улей                     | 3 эпизода                                |
| 2003 | Мёртвая зона                        | The Dead Zone                           | Сильвия Тесич            | 2 эпизода                                |
| 2004 | Скуби-Ду 2: Монстры на свободе      | Scooby-Doo 2: Monsters Unleashed        | Эгги Уилкинс             |                                          |
| 2005 | Один в темноте                      | Alone in the Dark                       | сестра Клара             |                                          |
| 2006 | Чёрное Рождество                    | Black Christmas                         | мама Билли               |                                          |
| 2007 | В стране женщин                     | In the Land of Women                    | Кэтрин Холт              |                                          |
| 2008 | Ясновидец                           | Psych                                   | Памела                   | 1 эпизод                                 |
| 2009 | Сверхъестественное                  | Supernatural                            | миссис Карри             | 1 эпизод                                 |
| 2009 | 2012                                | 2012                                    | Салли                    |                                          |
| 2009 | Американский пирог 7: Книга любви   | American Pie Presents: The Book of Love | менеджер магазина        |                                          |
| 2010 | Башня познания                      | Tower Prep                              | медсестра                | 3 эпизода                                |
| 2010 | Дневник слабака                     | Diary of a Wimpy Kid                    | миссис Ирвин             |                                          |
| 2011 | Восстание планеты обезьян           | Rise of the Planet of the Apes          | Морис/судебный секретарь |                                          |
| 2012 | Р. Л. Стайн: Время призраков        | R. L. Stine's The Haunting Hour         | старая Грезильда         | 4 эпизода                                |
| 2013 | Континуум                           | Continuum                               | старая Елена             | 1 эпизод                                 |
| 2014 | Планета обезьян: Революция          | Dawn of the Planet of the Apes          | Морис                    |                                          |
| 2014 | Шаг вперёд: Всё или ничего          | Step Up: All In                         | Ана                      |                                          |
| 2015 | Когда зовёт сердце                  | When Calls the Heart                    | Агата                    | 2 эпизода                                |
| 2015 | Я — зомби                           | iZombie                                 | доктор Эрвинг            | 1 эпизод                                 |
| 2016 | Мотель Бейтс                        | Bates Motel                             | Кара                     | Эпизод: «A Danger to Himself and Others» |
| 2017 | Планета обезьян: Война              | War for the Planet of the Apes          | Морис                    |                                          |
| 2017 | Детективное агентство Дирка Джентли | Dirk Gently's Holistic Detective Agency | Фрия Денгдамор           | 5 эпизодов                               |
| 2017 | Изгоняющий дьявола                  | The Exorcist                            | сестра Долорес           | 3 эпизода                                |
| 2017 | Вуди Вудпекер                       | Woody Woodpecker                        | Барбара Крам             |                                          |
| 2018 | Хороший доктор                      | The Good Doctor                         | медсестра Дина Петринга  | 13 эпизодов                              |
| 2019 | Сумеречная зона                     | The Twilight Zone                       | Аидия                    | 1 эпизод                                 |
| 2020 | Сквозь снег                         | Snowpiercer                             | доктор Пелтон            | 15 эпизодов                              |